# Juvenile Hell
Juvenile Hell è l'album di debutto dei Mobb Deep, uscito nel 1993. Il duo, al momento della registrazione, era ancora molto giovane. Secondo Havoc l'album vendette all'incirca 40 000 copie, ma è tuttora costantemente in ristampa.

## Tracce
1. Intro – 0:47 – Havoc
2. Me & My Crew – 4:46 – Dale Hogan, Keith Spencer
3. Locked in Spofford – 3:51 – Kerwin Young, Paul Shabazz
4. Peer Pressure – 4:15 – DJ Premier
5. Skit #1 – 0:19 – Havoc
6. Hold Down the Fort – 4:07 – Havoc
7. Bitch Ass Nigga – 3:24 – Kerwin Young, Paul Shabazz
8. Hit It from the Back – 4:14 – Prodigy, Method Max
9. Skit #2 – 0:44 – Havoc
10. Stomp Em Out (featuring Big Noyd) – 3:34 – Prodigy
11. Skit #3 – 0:15 – Havoc
12. Peer Pressure (The Large Professor Remix)[1] – 4:13 – Large Professor
13. Project Hallways – 4:11 – Kerwin Young, Paul Shabazz
14. Flavor for the Non Believes – 3:57 – Kerwin Young

## Singoli
| Informazioni sui singoli                                                            |
| ----------------------------------------------------------------------------------- |
| Peer Pressure - Uscita: 28 settembre, 1992 - B-side: "Flavor For The Non-Believers" |
| Hit It From The Back - Uscita: 9 marzo, 1993 - B-side:                              |

## Posizione dei singoli in classifica
| Year | Song                   | Chart positions   | Chart positions                  | Chart positions | Chart positions |
| Year | Song                   | Billboard Hot 100 | Hot R&B/Hip-Hop Singles & Tracks | Hot Rap Singles |                 |
| 1993 | "Hit It From The Back" | -                 | -                                | #18             |                 |